# Kurzia dendroides
Kurzia dendroides là một loài Rêu trong họ Lepidoziaceae. Loài này được (Carrington & Pearson) Grolle mô tả khoa học đầu tiên năm 1963.